# Mondoscacchi
Mondoscacchi è stata una rivista trimestrale sugli scacchi. Diretta da Alvise Zichichi era l'organo ufficiale dell'Associazione Maestri Italiani di Scacchi. Negli ultimi anni uscì inserita come supplemento trimestrale alla rivista Torre & Cavallo.
Cessò le pubblicazioni alla fine del 1999.